# كريستينا تشيابوتو
كريستينا تشيابوتو (بالإيطالية: Cristina Chiabotto)‏من مواليد (15 سبتمبر 1986) هي ملكة جمال إيطاليا و فتاة إستعراضية ولدت في مقاطعة تورينو (بيدمونت). لديها أخت أصغر اسمها سيرينا.وفي عام 2004 فازت بلقب ملكة جمال إيطاليا وشاركت بالنسخة الإيطالية من الرقص مع النجوم.

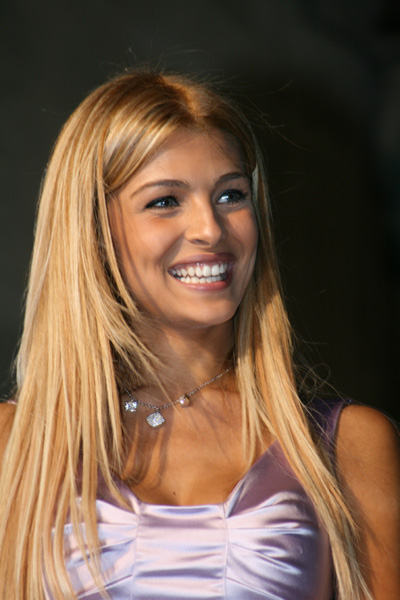
كريستينا تشيابوتو

 وهي فتاة رياضية وتشجع نادي اليوفنتوس

## روابط خارجية
- كريستينا تشيابوتو على موقع IMDb (الإنجليزية)
- كريستينا تشيابوتو على موقع قاعدة بيانات الفيلم (الإنجليزية)